# 빨강, 파랑, 노랑의 구성
빨강, 파랑, 노랑의 구성 (Composition with Red Blue and Yellow)은 1930년 네덜란드의 화가인 피에트 몬드리안이 그린 유화이다. 몬드리안의 주요 작품 중 하나로, 작은 캔버스 안에 절제되고 엄격한 추상적인 신조형주의 사조 작품이며 "차가운 추상"의 대표적인 작품으로 불린다. 회화가 점, 선, 면으로 수직선과 수평선만을 통해 구성된 극단적인 추상적 회화다.
작품 안의 각각의 구성이 대조적이며, 표면 아래에 깔려 있는 생명의 조화를 미술의 기본 요소인 선과 면을 통해 드러냈다는 비평도 있다. 하지만 몬드리안 본인은 각 구성이 축적되지 않기 때문에 이 작품이 성공적이진 않다고 생각했고 그냥 "정적인 회화"라고 불렀다. 몬드리안은 본인이 사망하는 1944년 전까지 지속적으로 작품을 발전시키고 다듬어갔다.
현재는 세르비아 베오그라드에 있는 세르비아 국립박물관의 외국 작품 전시관에 전시되어 있다.